# Anton von Perfall

Anton von Perfall (1902)

Anton Alexander Albrecht Freiherr von Perfall (* 11. Dezember 1853 in Landsberg am Lech; † 3. November 1912 in Schliersee) war ein bayerischer Heimat- und Jagdschriftsteller.

## Familie
Anton von Perfall entstammte dem alten bayerischen Adelsgeschlecht Perfall. Sein Vater Maximilian Freiherr Perfall zu Perfall (1814–1877) war Landrat, Königlich Bayerischer Kämmerer, Fideikommissherr und Gutsbesitzer auf Schloss Greifenberg am Ammersee, seine Mutter Amalia, geb. Gräfin von Holnstein aus Bayern. 1877 heiratete er die aus Wien stammende Schauspielerin Magda Irschick (1841–1935), mit der er 1883 eine Villa am in Schliersee bezog.

## Leben
Nach dem Besuch des humanistischen Gymnasiums St. Stefan in Augsburg studierte Perfall zunächst das Bergfach am Polytechnikum in München, wechselte aber bald zum Studium der Philosophie und Geschichte an der Universität München. Perfall wurde 1873 im Corps Franconia München recipiert, dem schon sein Vater als Ehrenmitglied angehörte. Zuletzt widmete er sich in Freiberg/Sachsen wieder dem Bergbaustudium. Nach seiner Eheschließung mit der Hofschauspielerin Magda Irschick begleitete er seine Frau einige Jahre auf ihren Kunstreisen durch Deutschland, die Niederlande, Russland und die Vereinigten Staaten. Nach seiner Rückkehr ließ er sich als freier Schriftsteller auf seinem Besitz am Schliersee nieder. Er schrieb Novellen, Skizzen, Beiträge in Zeitschriften und zahlreiche Romane, darunter die Jagdromane Der Jagdteufel (1899), Jägerblut (1907) und Baronin Burgl (1913). Ende des 19. Jahrhunderts war er einer der bekanntesten Jagdschriftsteller im deutschsprachigen Raum. Einige seiner Bücher sind damals auch in dänischer Übersetzung erschienen.
1904 wurde Perfall zum Königlich bayerischen Hofrat ernannt.

## Werke

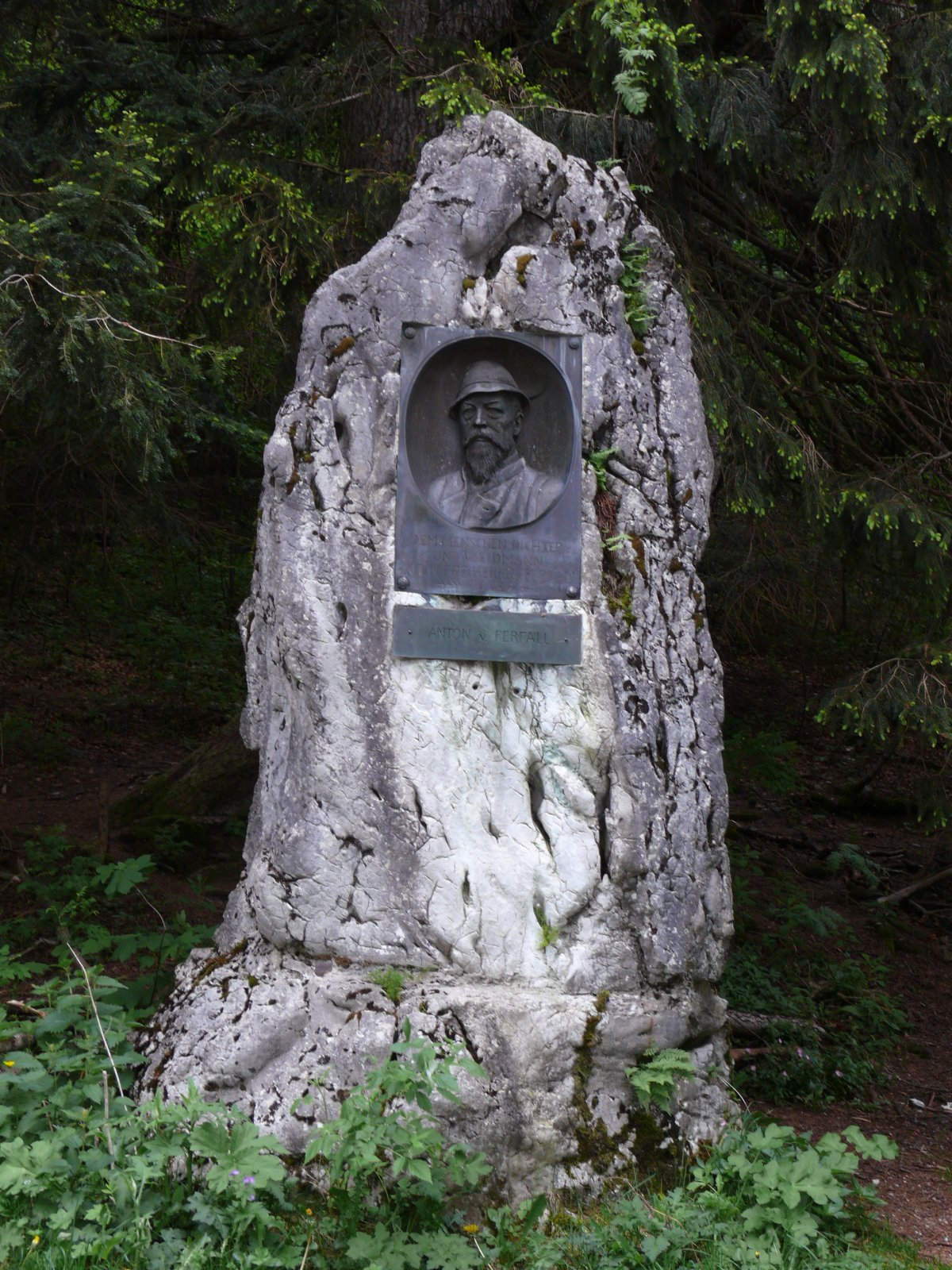
Perfall-Denkmal am Spitzingsee

### Romane
- Dämon „Ruhm“, 2 Bände. Deutsche Verlags-Anstalt, Stuttgart/Leipzig/Berlin/Wien 1889/1911.
- Justiz der Seele. Deutsche Verlags-Anstalt, Stuttgart/Leipzig/Berlin/Wien 1889, 290 S.
- Gift und Gegengift. Deutsche Verlags-Anstalt, Stuttgart/Leipzig/Berlin/Wien 1890.
- Das Erdmannshaus. Deutsche Verlags-Anstalt, Stuttgart/Leipzig/Berlin/Wien 1891.
- Truggeister. Keil, Leipzig 1892.
- Klippen. M. Freyhoff, Nauen 1892.
- Unterwühlter Grund. Deutsche Verlags-Anstalt, Stuttgart/Leipzig/Berlin/Wien 1892.
- Sein Dämon. Bong & C., Berlin 1893.
- Aus Kunst und Leben. Eckstein, Berlin 1894.
- Das verlorene Paradies. H. Steinitz, Berlin 1895.
- Ein Weidmannsjahr. Mit Originalzeichnungen von Chr. Kroener, E. Otto, A. Singer, A. Wagner u. a. Parey, Berlin 1896.
- König Erfolg. Eckstein, Berlin (um 1900), 173 S. (Eckstein’s Illustrierte Roman-Bibliothek, 4).
- König Wiglaf. Epische Erzählung.  Schlesische Verlags-Anstalt, Breslau 1901.
- Die Finsternis und ihr Eigentum. Roman. Lutz, Stuttgart 1905.
- Förster Söllmann. Parey, Berlin 1911, 277 S. (Grüne Bücher, Nr. 1).
- Baronin Burgl. Jagdroman. Parey, Berlin 1913. 373 S. (Parey: Wild und Hund. Jagdromane, Nr. 2).
- Jack. Hillger, Berlin – Leipzig 1909, 64 S. (Deutsche Jugendbücherei, Nr. 5/6).
- Um das Glück. Berlin 1914.
- Der Bauer vom Wald. Deutscher Roman-Verlag, Berlin/Nowawes 1924, 128 S. (Rheingold – Bücher, Nr. 4).
- Der Nachtfalter. Roman. Albert Goldschmidt, Berlin 1906.

### Erzählungen
- Harte Herzen. Zwei Erzählungen. Deutsche Verlags-Anstalt, Stuttgart/Leipzig/Berlin/Wien 1890.
- Anca. Eine Cirkusgeschichte. M. Freyhoff, Nauen 1892.
- Aus Berg und Thal. Jagdgeschichten, Verlag von Adolf Bonz & Comp., Stuttgart 1902
- Der Almschreck und andere Geschichten.Verlag von Adolf Bonz & Comp., Stuttgart 1903
- Allerhand Lebendiges. Verlag von Adolf Bonz & Comp., Stuttgart 1904
- Aus meinem Jägerleben. Verlag von Grethlein & Co., Leipzig 1906
- Die Rache des Desperado. Eine Erzählung aus der kalifornischen Goldzeit. Herlet, Berlin 1909.
- Gesammelte Jagd- und Berggeschichten VolksausgabeVerlag von Adolf Bonz & Comp., Stuttgart 1909
- Seltsame Geschichten. Bonz, Stuttgart 1910.
- Der Jäger. Jagd-Erzählungen und Skizzen. Verlag Grethlein & Co., Leipzig 1910
- Die Brücke und eine andere Erzählung. Bonnier, Leipzig 1912.
- Der Trudenstein. Zwei Erzählungen. Philipp Reclam, Leipzig 1914.
- Meine letzten Weidmannsfreuden. Nachgelassene Jagderzählungen und Skizzen.Grethlein, Leipzig 1914
- Ein verhängnisvolles Blatt und andere Geschichten: Philipp Reclam, Leipzig 1918.

### Novellen
- Über alle Gewalten. Zwei Novellen. Deutsche Verlags-Anstalt, Stuttgart/Leipzig/Berlin/Wien 1889.
- Romanzero. Exotische Novellen. Deutsche Verlags-Anstalt, Stuttgart/Leipzig/Berlin/Wien 1892.
- Das Geheimnis der „Maria“. A. Goldschmidt, Berlin 1893.
  - Das Geheimnis der „Maria“. Herlet, Berlin 1910.
  - Das Geheimnis der „Maria“, 2. Auflage. A. Goldschmidt, Berlin 1913.
- Die Hexe von Norderoog. Albert Langen, München 1908, online – Internet Archive.
- Exotische Geschichten. Enßlin & Laiblin 1922, 187 S. (Enßlins Bücherei für Haus und Reise, Nr. 19).

### Bühnenwerke
- Ms. Marciana. Drama in vier Aufzügen. Steiner, Wien 1889.